# Seweryn Czetwertyński

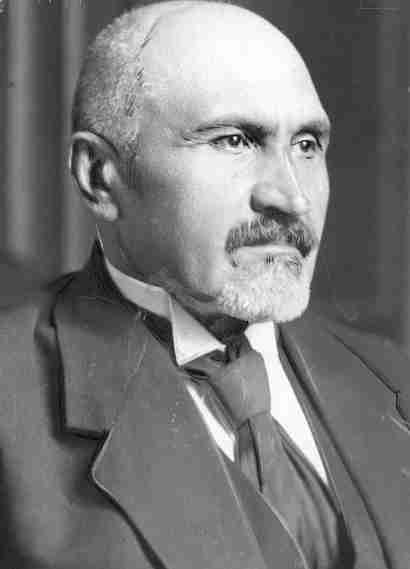
Seweryn Czetwertyński (vor 1919)

Fürst Seweryn Franciszek Calixt Światopełk-Czetwertyński (* 18. April 1873 in Warschau; † 19. Juni 1945 in Edinburgh) war ein polnischer Politiker.

## Leben

### Herkunft
Seweryn war Angehöriger des polnisch-ruthenischen Adelsgeschlechts Czetwertyński rurikidischen Abstammung mit dem Wappen Pogoń Ruska. Seine Eltern waren Fürst Włodzimierz Światopełk-Czetwertyński (1837–1918) und Gräfin Maria Uruska (1853–1931), Tochter von Graf Seweryn Uruski.

### Werdegang
Czetwertyński war Student an der Technischen Universität Riga und ebd. Mitglied der polnischen Studentenverbindung Arkonia. Er war nach Riga an der Universität Bonn eingeschrieben.
In Warschau gehörte er zu den Initiatoren der elektrischen Straßenbahn die 1908 eingeführt wurde. 1906 wurde er Mitglied der russischen Duma, wo er zunehmend polnische Interessen vertrat. So engagierte er sich auch außerparlamentarisch erst für mehr Autonomie, trat dann aber für die Unabhängigkeit ein.
1918 wurde er von den Bolschewiki verhaftet und in Homel inhaftiert. Seit 1922 war er Abgeordneter des Sejm der zweiten polnischen Republik, zuletzt, 1931 bis 1935, stellvertretender Sprecher.
Der römisch-katholischen Kirche sehr verbunden, hatte der Papst ihm den Ehrentitel eines päpstlichen Kammerherrn erteilt.
Czetwertyński war Besitzer u. a. des Hotel Europejski in Warschau. Von 1939 bis 1941 lebte er auf seinem Anwesen Suchowola im Powiat Radzyński. Hier wurde er von den Deutschen verhaftet und u. a. in Auschwitz und Buchenwald inhaftiert. Nachdem er von den Amerikanern befreit wurde, emigrierte er nach Schottland, wo er jedoch nach kurzer Zeit an den Folgen der gesundheitsschädigenden Haftbedingungen der deutschen Konzentrationslager verstarb.
Er hat mehrfach Zeitungen und Zeitschriften wie „Gazeta Warszawska“, „Reforma“, „Gazeta Rolnicza“, „Gazeta Warszawska“ und „Przegląd Narodowy“ herausgegeben.

### Familie
Czetwertyński vermählte sich 1898 in Warschau mit Gräfin Zofia Barbara Przeździecka Wappen Pierzchała (1879–1949), einer Tochter von Graf Gustaw Karol Józef Przezdziecki (1850–1909) und Adolfina Maria Hutten-Czapska Wappen Leliwa (1868–1944). Aus der Ehe gingen fünf Töchter und zwei Söhne hervor.
Während der deutschen Besatzung Polens wurde auch sein jüngerer Bruder, Prinz Ludwik (1877–1941), verhaftet. Zunächst, bei Beginn des Krieges 1939, wurden er und seine Frau Rosa, eine geborene Prinzessin Radziwiłł (1884–1949), vom Innenministerium der UdSSR arrestiert und nach Russland deportiert, wo sie in verschiedenen Gefängnissen inhaftiert waren. Prinz Ludwik und Prinzessin Rosa kamen auf Intervention des königlich-italienischen Hofes frei. Kurze Zeit nach der Rückkehr zu Polen wurde Prinz Ludwik jedoch zusammen mit Fürst Seweryn von der Gestapo verhaftet und im KZ Auschwitz interniert, wo ihm medizinische Behandlung verweigert wurde und er infolgedessen 1941 ums Leben kam, während seine Frau in Polen unter Repressionen der Gestapo, und nach Kriegsende unter dem kommunistischen Regime zu leiden hatte. Nach der Enteignung ihres Besitzes ging sie mit ihren Söhnen, den Prinzen Georg (1907–1977) und Stanisław-Tomasz (1910–1998) nach Belgien, wohin auch ein weiterer Bruder sowie ein Sohn Seweryns emigrierten, und wo sie 1949 verstarb. Auch Ludwiks und Rosas Söhne waren Häftlinge im KZ Auschwitz gewesen, während es ihrer Tochter Maria-Elżbieta (1920–1984) gelungen war, Polen zu verlassen und nach Frankreich zu gehen, wo sie zunächst Medizin studierte, nach der völligen deutschen Besatzung Frankreichs aber nach Großbritannien geflohen war, wo sie den polnischen Piloten Stefan Zantara heiratete. Nach Kriegsende ließ sie sich mit ihrem zweiten Mann, Stefan Graf Rostworowski, in Frankreich nieder.